# Pedro Vargas
Pedro Cruz Vargas Mata  (San Miguel de Allende, 29 de abril de 1906 — Cidade do México, 30 de outubro de 1989) foi um cantor e ator mexicano.
Apesar de sua preparação operística, dedicou-se à música popular mexicana, tendo alcançando reconhecimento internacional. Como ator, fez parte da época de ouro do cinema mexicano, participando em de 70 filmes

## Filmografia
- Una mariposa en la noche (1977) (voz)
- "Muy agradecido" (1975) TV
- Volver (1969)
- Retablos de la Guadalupana (1967)... Retablos del Tepeyac (México)
- "La duquesa" (1966) TV
- Cucurrucucú Paloma (1965)
- "El estudio Raleigh" (1964) TV
- Cri Cri el grillito cantor (1963) (voz)
- El hombre de papel (1963) (voz)... The Paper Man (Internacional: título em inglês)
- "Domingos Herdez" (1962) TV
- México lindo y querido (1961)...Beautiful and Beloved México (Internacional: título em inglês)
- Tres angelitos negros (1960)
- Cada quién su música (1959)
- Melodías inolvidables (1959).... cantor
- Flor de canela (1959)
- La vida de Agustín Lara (1959)
- "El estudio de Pedro Vargas" (1959) TV
- Bolero inmortal (1958)
- Locos por la televisión (1958)
- La máscara de carne (1958)
- Música en la noche (1958)
- Música y dinero (1958)
- Cuando México canta (1958)
- Locura musical (1958)
- La feria de San Marcos (1958)
- Los tres bohemios (1957)
- La virtud desnuda (1957)
- Las manzanas de Dorotea (1957)
- Los chiflados del rock and roll (1957)
- Teatro del crimen (1957)
- "Max Factor, las estrellas y usted" (1957) TV
- Bodas de oro (1956)... Golden Anniversaries (Internacional: título em inglês)
- Pensión de artistas (1956)
- Besos prohibidos (1956)... Amor constante (México)
- Una movida chueca (1956)
- Espaldas mojadas (1955).... Worker (Internacional: título em inglês)
- De ranchero a empresario (1954)
- Reportaje (1953).... Pedro, cantor desempregado
- Carne de horca (1953).... Mocuelo... Sierra Morena (Itália: título no Festival de Veneza)... Terrore dell'Andalusia, Il (Italia)
- Nadie muere dos veces (1953)
- Piel canela (1953)
- Caribeña (1953)
- Tu recuerdo y yo (1953)
- Sí... mi vida (1953)
- Había una vez un marido (1953)
- Ni pobres ni ricos (1953)
- Tío de mi vida (1952)
- Rostros olvidados (1952).... cantor
- Por que peca la mujer (1952)
- La noche es nuestra (1952)
- Hay un niño en su futuro (1952)
- Víctimas del divorcio (1952)
- Del can-can al mambo (1951)
- Burlada (1951).... Pedro
- La marquesa del barrio (1951).... Pedro Vargas/cantor
- A La Habana me voy (1951)
- Pecado de ser pobre (1950)
- Aventurera (1950).... cantor
- También de dolor se canta (1950)
- La mujer que yo amé (1950)
- Perdida (1950)
- Pobre corazón (1950)
- Mujeres en mi vida (1950)
- Yo quiero ser mala (1950)
- El abandonado (1949)
- Un pecado por mes (1949)
- Ojos de juventud (1948)
- Revancha (1948)
- Ahí vienen los Mendoza (1948)
- Yo maté a Rosita Alvírez (1947)
- Fantasía ranchera (1947)
- La morena de mi copla (1946)
- Hotel de verano (1944)... Summer Hotel (Internacional: título em inglês)
- Soy puro mexicano (1942)... I'm a Real Mexican (Internacional: título em inglês)
- Caballería del imperio (1942).... Singer... Imperial Cavalry (Internacional: título em inglês)
- Cándida millonaria (1941)... Candida, Millionairess (Internacional: título em inglês)
- Laranja-da-China (1940)
- Canto a mi tierra (1938)... México canta (México)
- Hambre (1938)
- Los chicos de la prensa (1937)... The Newspaper Boys (Internacional: título em inglês)